# La Saga de Carl
La Saga de Carl est le vingt-et-unième épisode de la vingt-quatrième saison de la série télévisée Les Simpson et le 529e épisode de la série. Il est diffusé pour la première fois le 19 mai 2013.

## Synopsis
Bart et Lisa deviennent accros à une émission d'arts martiaux et Marge réussit à les guérir de leur addiction en amenant la famille au musée des probabilités. Là, Homère remet brièvement en doute la loterie mais annonce à Carl, Lenny et Moe qu'il a bien acheté leur billet hebdomadaire. Quand, à leur grande surprise, ils remportent le gros lot, ils organisent une fête mais Carl est introuvable. Les trois autres apprennent qu'il s'est enfui en Islande et tentent de le localiser. Mais quand ils arrivent, ils apprennent une information incroyable.